# Konuksever, Muratpaşa
Konuksever là một xã thuộc huyện Muratpaşa, tỉnh Antalya, Thổ Nhĩ Kỳ.